# Hofbieber (Ortsteil)

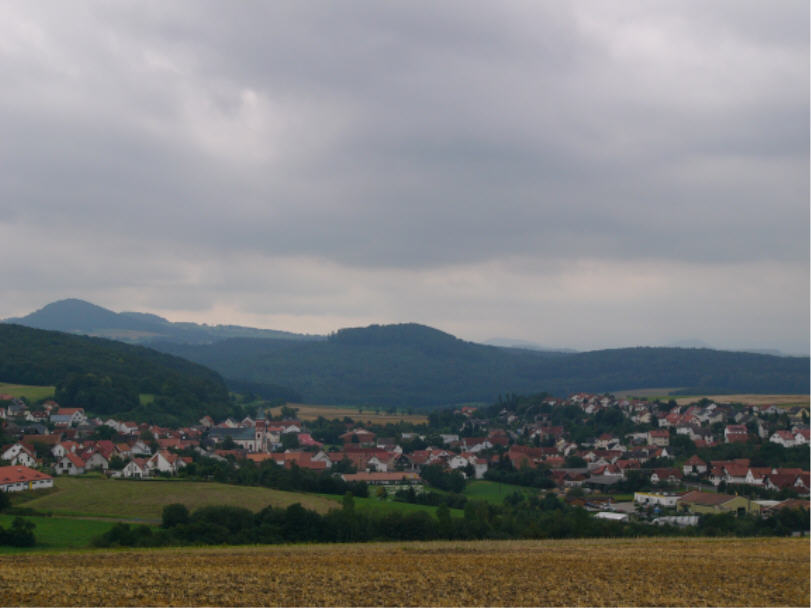
Blick auf Hofbieber

Hofbieber ist der Hauptort der Großgemeinde Hofbieber, die seit dem 31. Dezember 1971 existiert, und anerkannter Luftkurort im Naturpark Rhön.
Er bildet zusammen mit Langenbieber das Kleinzentrum der Milseburger Kuppenrhön.

## Geschichte

### Ursprünge des Ortsteiles Hofbieber und die Herleitung des Dorfnamens
Die Herleitung des Namens des Ortes ist umstritten. Zwei Varianten erweisen sich dabei als am wahrscheinlichsten:
- hoffe under bibersteyn nach der Burg Bieberstein oberhalb des Ortes
- Hof an der Biberder nach dem etwa in 2 km Entfernung vorbeifließenden Flüsschen Bieber.

Sicher ist jedoch, dass der Name 'Hofbieber' seit dem frühen 14. Jahrhundert, 1300 oder 1303 – je nach Lesart –, Verwendung findet.
Die erste urkundliche Nachricht über eine villa Bibarahu stammt aus dem 9. Jahrhundert, laut derer ein gewisser Egilmar († 850) und ein gewisser Meginolt († 864) dem Kloster Fulda, das zu dieser Zeit unter Leitung des bekannten Abtes und späteren Mainzer Erzbischofs Rabanus Maurus stand, am 10. September 825 ein Rodungsgebiet schenkten. Allerdings befindet sich das angegebene Gebiet heute eigentlich nicht exakt an der Stelle des Ortes Hofbieber, sondern eher an der des Ortes Niederbieber oder Langenbieber, sodass einer der beiden Letzteren Orte als der älteste Ort der Gemeinde Hofbieber angesehen werden kann, Hofbieber selbst aber als jünger gelten muss. Lange galt übrigens in Forschung der Ort Niederbieber unumstritten als der 'Urort', doch spätestens seit dem Jahr 2003 ringen auch Hofbieber und Langenbieber um die Krone mit – allerdings scheint sie für Hofbieber am wenigsten erringbar zu sein, wofür folgende Gründe sprechen:
- Wahrscheinlich ist, dass die in dem Zehntregister der Kirchengemeinde Margretenhaun zu findende Bezeichnung „Obirenbiberaha“ den Ort Hofbieber charakterisiert. obiren ist etymologisch als 'oben' bzw. 'oberhalb' zu verstehen, was darauf hindeutet, dass der gemeinte Ort 'Obirenbiberaha' oberhalb des Hauptortes, nämlich 'Biberaha' gelegen ist. Da Hofbieber oberhalb des Flüsschens Bieber liegt, etwa 2 km davon entfernt, kann davon ausgegangen werden, dass man den Hauptort nach dem Fluss nannte, an dem er, wie damals üblich, direkt gelegen haben muss.
- Da der Name 'Niederbieber' ebenfalls bereits in dem Zehnregister als Niderenbiberaha zu finden ist, bleibt für den Hauptort Biberaha eigentlich nur noch der Ort Langenbieber übrig.

Wann dann eine Umbenennung der Orte Obirenbiberaha in Hofbieber und Biberaha in Langenbieber erfolgte und warum dies geschah, muss derzeit noch offenbleiben.
Einen tatsächlichen Nachweis für den Ort unter der Bezeichnung Hofbieber liefern die Urkunden der Familie von Eberstein, die wohl lange im Besitz dieses Gebietes war. Dabei scheint die erste urkundliche Erwähnung vom 11. November 1300 zu stammen, wo der Name Hovebibera genannt wird. Ein weiterer Hinweis stammt vom Ende des 14. Jahrhunderts (1388), Apel von Eberstein soll den hoff tzu Bibra under Bibersteyn gelegen besessen haben. Eine weitere urkundliche Erwähnung fällt in das Jahr 1404, wo von gute die gelegen sin zu hoffbybra die Rede ist.

### Geschichte der Gerichtsbarkeit Hofbiebers

#### Das Dorfgericht
Die niedere Gerichtsbarkeit, das Dorfgericht, wurde unter der Dorflinde abgehalten. Im Zentrum des Ortes, dem Lindenplatz in der Nähe der Kirche, des Pfarrhauses und eines alten Wirtshauses befindet sich noch eine imposante Linde, die allerdings im Jahre 1913 von Schülern der Dorfschule unter Leitung des Lehrers Franz Xaver Beck anlässlich des 100-jährigen Jubiläums der Völkerschlacht bei Leipzig gepflanzt wurde. Der Baum sollte zum Frieden mahnen, ein Jahr darauf begann der Erste Weltkrieg.

#### Das Zentgericht

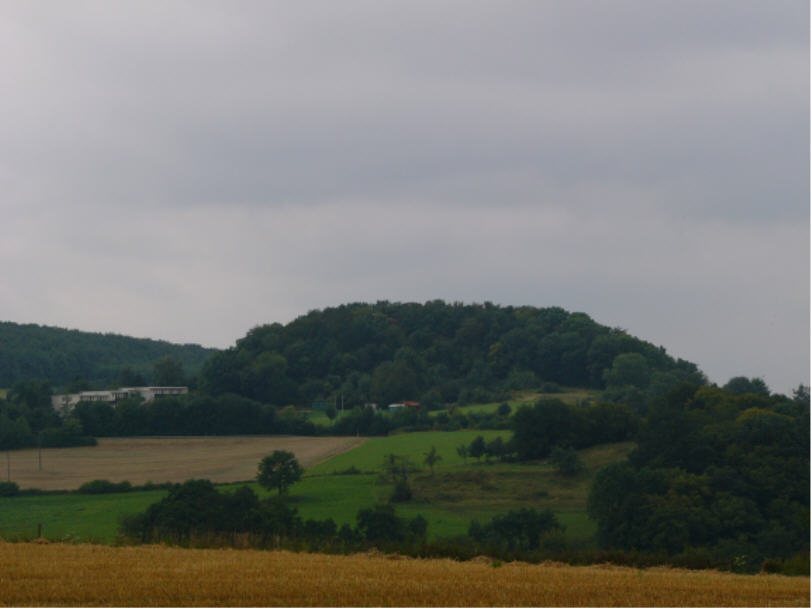
„Galgenküppel“, heute Georgshöhe

Hofbieber war jahrhundertelang Sitz des Zentgerichtes des zu Fulda gehörenden Amtes Bieberstein. Dem Zentgericht oblag die Hohe Gerichtsbarkeit, also die Rechtsprechung bei schwereren Vergehen mit dem Blutbann.
Das Gericht wurde unter freiem Himmel „uff dem berge byneben dem dorff“ abgehalten. Der Flurname Die Zehnt (abgeleitet von Cent oder Zentgericht) erinnert daran. Dort soll ein steinerner Tisch, umgeben von Steinbänken, gestanden haben. Zwölf Schöffen, die anfänglich gewählt, später vom Abt von Fulda eingesetzt wurden, saßen unter Vorsitz des Zentgrafen  über die Angeklagten aus der dörflichen Bevölkerung zu Gericht. Den Schöffen war es vorbehalten die Urteile zu fällen, allerdings mussten sie vor der Vollstreckung noch durch das Oberamt Bieberstein bestätigt werden. Für das Zentgericht zu Hofbieber gab es mindestens zwei, vielleicht sogar drei Galgenberge mit dazugehörigem Galgenacker. Der eine lag ganz in der Nähe des Gerichtsortes auf einer gegenüberliegenden Anhöhe (heute Georgshöhe). Der zweite befand sich auf der anderen Seite des Ortes, ebenfalls auf einer Anhöhe (heute Hofberg). Ein dritter Ort eines Galgens wird in einem Wald in der Nähe der Ortschaft Rödergrund vermutet (heute Schwarzes Kreuz).
Der Zentgraf oder auch Oberamtmann war der Vertreter des Fuldaer Abtes, der als Inhaber des Amtes Bieberstein und als Fürstabt auch die weltliche Gerichtsbarkeit innehatte. Ursprünglich hatte der Zentgraf seinen Wohnsitz direkt im Ort Hofbieber. Es wird vermutet, dass das Anwesen sich ungefähr an der Stelle des heutigen TeGut-Einkaufsmarktes, also im Zentrum des Ortes befand. Seit 1665 wohnte er im, zu Langenbieber gehörenden, Schloss Bieberstein.

#### Ein bekannter Zentgraf aus Hofbieber
Einen schaurigen Bekanntheitsgrad erlangte Balthasar Nuss, der ab 1592 Zentgraf von Hofbieber war. Als gleichsam rechte Hand des Fuldaer Abtes Balthasar von Dernbach folgte er diesem 1603 nach Fulda, um die Stelle des Zentgrafen einzunehmen. Balthasar von Dernbach übertrug ihm darüber hinaus die Durchführung der Hexenprozesse im gesamten Hochstift. Drei Jahre lang wütete er nun auf grauenvollste Art und Weise und schaffte es in diesem kurzen Zeitraum, ungefähr 300 angebliche Hexen und Hexenmeister foltern und anschließend hinrichten zu lassen. Dass er auch während dieser Zeit noch Verbindung nach Hofbieber gehalten hat, kann daran erkannt werden, dass er hier zwei Hintersiedlergüter und einige Äcker und Wiesen besessen hat. Dies ist anhand von Prozessakten erkennbar, die aus dem Prozess gegen ihn wegen Bereicherung im Zusammenhang mit den Hexenprozessen stammen.

### Weinanbau und Ausschank in Hofbieber
In der Frühen Neuzeit hatte der Wirt zu Hofbieber als Hauptort des Zentgerichtes auch die Konzession des alleinigen Weinschankes im ganzen Amtsbezirk inne. Dieses Vorrecht war ihm vom Landesherrn, also dem Abt von Fulda, erteilt worden. Es beinhaltete das ausschließliche Recht bei bestimmten Festlichkeiten, z. B. Kirchweih, Hochzeitsfeiern, „Tauf-,Wein- und Kauf-Zechen“, Wein auszuschenken.
Obwohl dies natürlich den Unmut der Wirte der umliegenden Dörfer hervorrief und es immer wieder zu Brüchen und Streitereien kam, wurde dieses Vorrecht immer wieder bestätigt, so z. B. im Jahre 1703.
Die Wirtschaft des Ortes Hofbieber lag direkt neben dem Pfarrhaus am Platz des Dorfgerichtes (heute Lindenplatz). Mit der heutigen Gaststätte Sondergeld befindet sich noch immer ein Wirtshaus an dieser Stelle. Die ursprünglichen, noch z. T. erhaltenen Fundamente des Gebäudes reichen möglicherweise sogar bis ins Mittelalter zurück.
Interessant ist in diesem Zusammenhang eine Nachricht aus dem Jahr 1842 aus einer Chronik zu Hofbieber. Hierin berichtet der damalige Pfarrer Schmitt folgendes: „Der Sommer war sehr trocken, doch einzelne Gewitter bewirkten in der hiesigen Gegend, dass die Fruchternte sehr gut in Körner und Qualität wurden, Heu und Stroh fehlten. Die Ernte kam sehr früh heim. Der Weinstock liefert gleichfalls nur sehr gute Qualität, aber geringe Quantität.“ (zitiert nach: Kronik aus Hofbieber anfangend mit 1788, aufgezeichnet von Pfarrer Joseph Anton Schmitt, übersetzt und bebildert von A. Spors, in: Hofbieber 1093–2003, S. 89.) – Es ist heute kaum vorstellbar, aber in Hofbieber konnte man einst Weintrauben ernten.

### Die Kirche zu Hofbieber

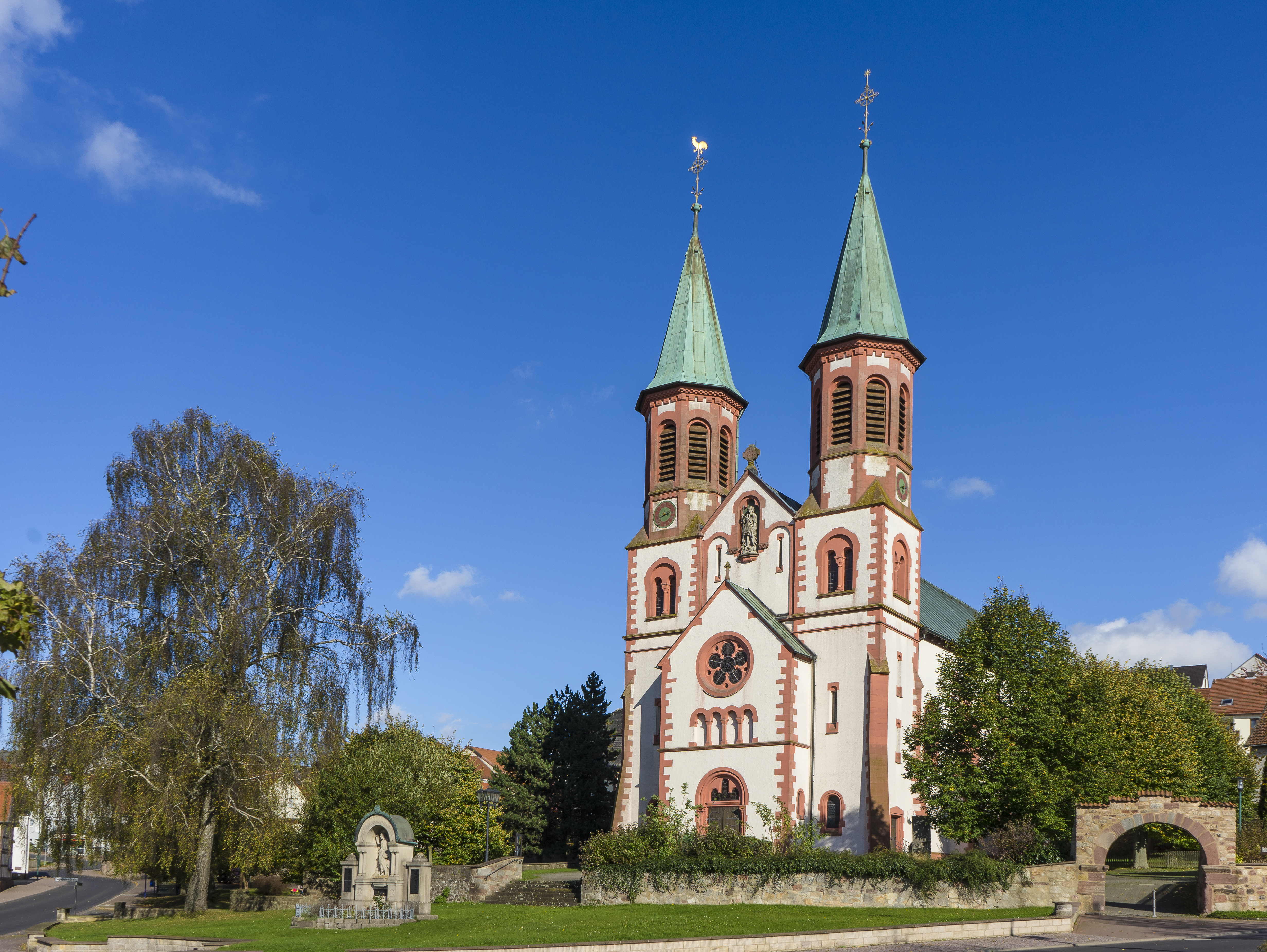
„Der Rhöner Dom“ zu Hofbieber

Hofbieber ist ein katholischer Ort, da es im Einwirkungsbereich des Bischofssitzes Fulda liegt.
Man geht davon aus, dass die erste Kirche in Hofbieber etwa im 11. oder 12. Jahrhundert errichtet wurde. Sehr wahrscheinlich wurde als Standort ein alter germanischer Opferplatz oder eine Thingstätte ausgewählt. Erst aus dem 13. Jahrhundert gibt es allerdings gesicherte Nachweise für die Existenz einer christlichen Kirche (eine lückenhafte Liste der Pfarrer von Hofbieber).
Das älteste noch erhaltene Zeugnis aus einer alten Kirche zu Hofbieber – wohl aus einem Bau, der um 1500 errichtet wurde – ist der Taufstein aus dem Jahre 1520, der noch einen zentralen Platz im Nachfolgebau einnimmt. Für die Zeit des Spätmittelalters und der Frühen Neuzeit ist eine Vergrößerung der Kirche für das Jahr 1604 belegt. Damals wurde das Querschiff in Nord-Süd-Richtung ergänzt und ein Altarraum nach Osten angebaut, sodass eine Kreuzkirche entstanden war.
Mit diesem Bau musste sich Hofbieber bis ins späte 19. Jahrhundert begnügen – und je älter der Bau wurde, desto mehr litt der Ort unter der Baufälligkeit und Enge seiner Kirche. Es kam sogar so weit, dass aufgrund akuter Einsturzgefahr in den 70er-Jahren des 19. Jahrhunderts die Gottesdienste an Sonn- und Feiertagen in der Kirche des benachbarten Niederbiebers abgehalten wurden, während die Werktagsgottesdienste im Pfarrhaus stattfanden. Die Kirche wurde notdürftig repariert und danach wieder ihrer Bestimmung übergeben.
Der Geldmangel war schuld, dass die alte, dem Heiligen Georg geweihte Kreuzkirche zu Hofbieber erst kurz vor der Jahrhundertwende abgerissen und durch einen Neubau ersetzt wurde. Auch zu diesem Zeitpunkt konnte der Abriss der alten Kirche nur durch Spenden finanziert werden und der Neubau war nur deshalb möglich, weil viele Hofbieberer persönlich mithalfen. Es wird berichtet, dass Ziegelsteine selbst gebrannt wurden, dass Pferdegeschirrbesitzer nicht nur ihre Gespanne zur Verfügung stellten, sondern diese auch selbst führten, Sandgrubenbesitzer stifteten unentgeltlich den notwendigen Sand, Waldbesitzer stellten Bauholz zur Verfügung. Aufgrund dieser tatkräftigen Mithilfe der Hofbieberer konnte die neue Kirche, deren Grundsteinlegung am 12. August 1898 erfolgt war, bereits am 30. Juni 1901 geweiht werden. In Hofbieber spricht man gerne vom Dom der Rhön – allerdings gibt es noch andere Kirchen in der Rhön, die diesen Titel für sich beanspruchen.

## Sehenswürdigkeiten
- die Kirche, der so genannte Dom der Rhön, mit ihrem fast 500 Jahre alten Taufstein
- das (im fast barocken Stil) erbaute Pfarrhaus neben der Kirche
- das alte Kriegerdenkmal unterhalb der Kirche mit dem so genannten Vietborn
- der Lindenplatz mit einer imposanten Linde
- der Gasthof Sondergeld mit möglicherweise mittelalterlichen Ursprüngen